# 格奥尔格·廷特纳
格奥尔格·廷特纳，CM（1917年5月22日—1999年10月2日），奥地利出生的指挥家，其职业生涯主要在新西兰、澳大利亚和加拿大进行。虽然他指挥家的身份最著名，但他也是一位作曲家（他认为自己是一位指挥的作曲家）。

## 生平
童年时，廷特纳是维也纳少年合唱团的歌手，是有史以来第一个被录取的犹太人；当时合唱团的指挥是弗朗茨·沙尔克。在维也纳国立学院，他跟约瑟夫·马克思学习作曲，跟费费利克斯·魏因加特纳学习指挥。不久，他成为维也纳人民歌剧院的助理指挥。
由于犹太人受到迫害，廷特纳于1938年搬离维也纳，1940年抵达新西兰奥克兰。途中，他被诬陷为德国间谍，在澳大利亚被捕。他一直指挥着一个教堂合唱团，直到战后，他于1947年接管了奥克兰合唱协会，1948年接管了奥克兰弦乐演奏团。1946年，他成为新西兰公民。1954年，他前往澳大利亚，成为澳大利亚国家歌剧院（一家私人公司）的常驻指挥，1957年加入澳大利亚伊丽莎白剧院信托歌剧团。廷特纳被誉为澳大利亚电视转播歌剧的先驱。
他在開普敦市立交响乐团工作了一年（1966-67年），在萨德勒之井歌剧院工作了三年（1967-70年），然后回到澳大利亚，担任西澳大利亚歌剧院的音乐总监。1974年，他重新加入澳大利亚伊丽莎白剧院信托歌剧院，当时称为澳大利亚歌剧院。1976年，他成为昆士兰剧院管弦乐团的音乐总监。
1987年，他移居加拿大，成为新斯科舍交响乐团的总监。1998年，他被授予加拿大勋章。1999年10月2日，在与癌症斗争了6年之后，他从他位于哈利法克斯的第11层公寓的阳台上跳楼身亡。

## 音乐
廷特纳曾被称为“在世的最伟大的布鲁克纳指挥家之一”。在他生命结束前不久，他为拿索斯唱片录制了一套备受赞誉的布鲁克纳交响曲全集（录音时间：1995-98年）。除了11部交响曲外，这套全集还包括1876年的柔板（第三交响曲）和1878年的“人民的节日”终曲（第四交响曲）。
拿索斯还推出了“廷特纳纪念版”，其中包括他早期为布鲁克纳以外的其他作曲家录制的一些唱片的重新发行。拿索斯还发行了一张廷特纳创作的钢琴音乐的唱片，展现了他从学生时代就开始被遗忘的一面。他自己的一些早期作品也被录制下来：小提琴奏鸣曲、钢琴奏鸣曲、《葬礼音乐》、《肖邦变奏曲》和前奏曲。

## 个人生活
他的女儿是舞蹈家赫夫齐芭·廷特纳（1971-2001），他以钢琴家赫夫齐芭·梅纽因的名字为她命名。她是当时的悉尼市长和后来的新南威尔士州（工党）政治家弗兰克·萨尔托尔的搭档。